# كيم يون هاي
كيم يون هاي (مواليد 24 مايو 1991) هي ممثلة كورية جنوبية.

## روابط خارجية
- كيم يون هاي على موقع IMDb (الإنجليزية)
- كيم يون هاي على موقع قاعدة بيانات الفيلم (الإنجليزية)